# Trasmiras (kommun)
Trasmiras är en kommun i Spanien. Den ligger i provinsen Ourense i den autonoma regionen Galicien i nordvästra delen av landet, 400 km nordväst om huvudstaden Madrid. Antalet invånare är 1 220 (2024).